# Doręgowice
Doręgowice (niem. Döringsdorf) – wieś borowiacka w Polsce położona w województwie pomorskim, w powiecie chojnickim, w gminie Chojnice. 
Prywatna wieś szlachecka położona była w drugiej połowie XVI wieku w województwie pomorskim. W latach 1954–1961 wieś należała i była siedzibą władz gromady Doręgowice, po jej zniesieniu w gromadzie Ogorzeliny. W latach 1975–1998 miejscowość należała województwa bydgoskiego.
Miejscowość nad Kamionką, dopływ Brdy, przy trasie drogi wojewódzkiej nr 212, połączenie z centrum Chojnic umożliwiają autobusy komunikacji miejskiej (linia nr LN).
Wieś stanowi sołectwo gminy Chojnice.